# Velšská ragbyová reprezentace

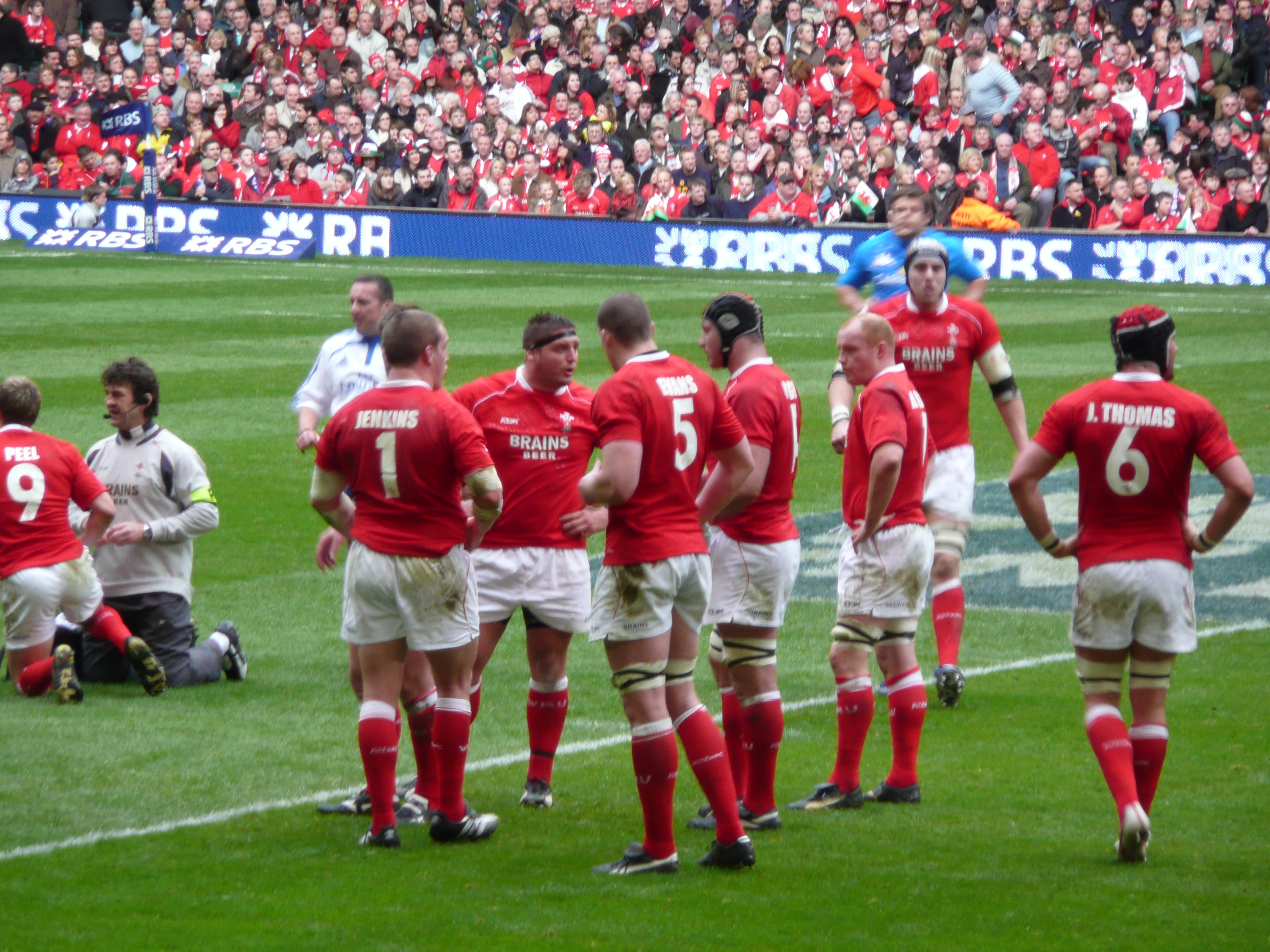
Velšská reprezentace v roce 2008

Velšská ragbyová reprezentace reprezentuje Wales na turnajích v ragby union. Každý rok se účastní Poháru šesti národů, který v průběhu historie vyhrála celkem 26krát, naposledy v roce 2013. Wales je též pravidelným účastníkem mistrovství světa v ragby, které se koná každé čtyři roky. K 23.10.2023 se velšská reprezentace nacházela na 8.místě žebříčku Mezinárodní ragbyové federace.
Řídící orgán, Velšská ragbyová unie (Welsh Rugby Union; WRU), byl založen v roce 1881, téhož roku odehrál Wales první mezinárodní zápas proti Anglii. Velšané vstoupili do Poháru domácích (dnes šesti) národů, kde se postupně zlepšovali, což vedlo ke „zlatým dobám“ mezi lety 1900 a 1911. V roce 1905 odehráli první zápas proti novozélandskému týmu, známým All Blacks, ve kterém zvítězili 3:0. V meziválečné době prožilo ragby ve Walesu spíše úpadek, ve druhé polovině 20. století však přišel druhý „zlatý věk“ mezi lety 1969 a 1980, kdy velšská reprezentace osmkrát vyhrála Pohár pěti (nyní šesti) národů. V roce 1987 se Velšané zúčastnili prvního mistrovství světa. Zde skončili na třetím místě, což je jejich nejlepší výsledek na světových šampionátech. Po profesionalizaci ragby v roce 1995 hostil Wales mistrovství světa 1999. V letech 2005 a 2008 získala velšská reprezentace první dva grand slamy v současném Poháru šesti národů. 

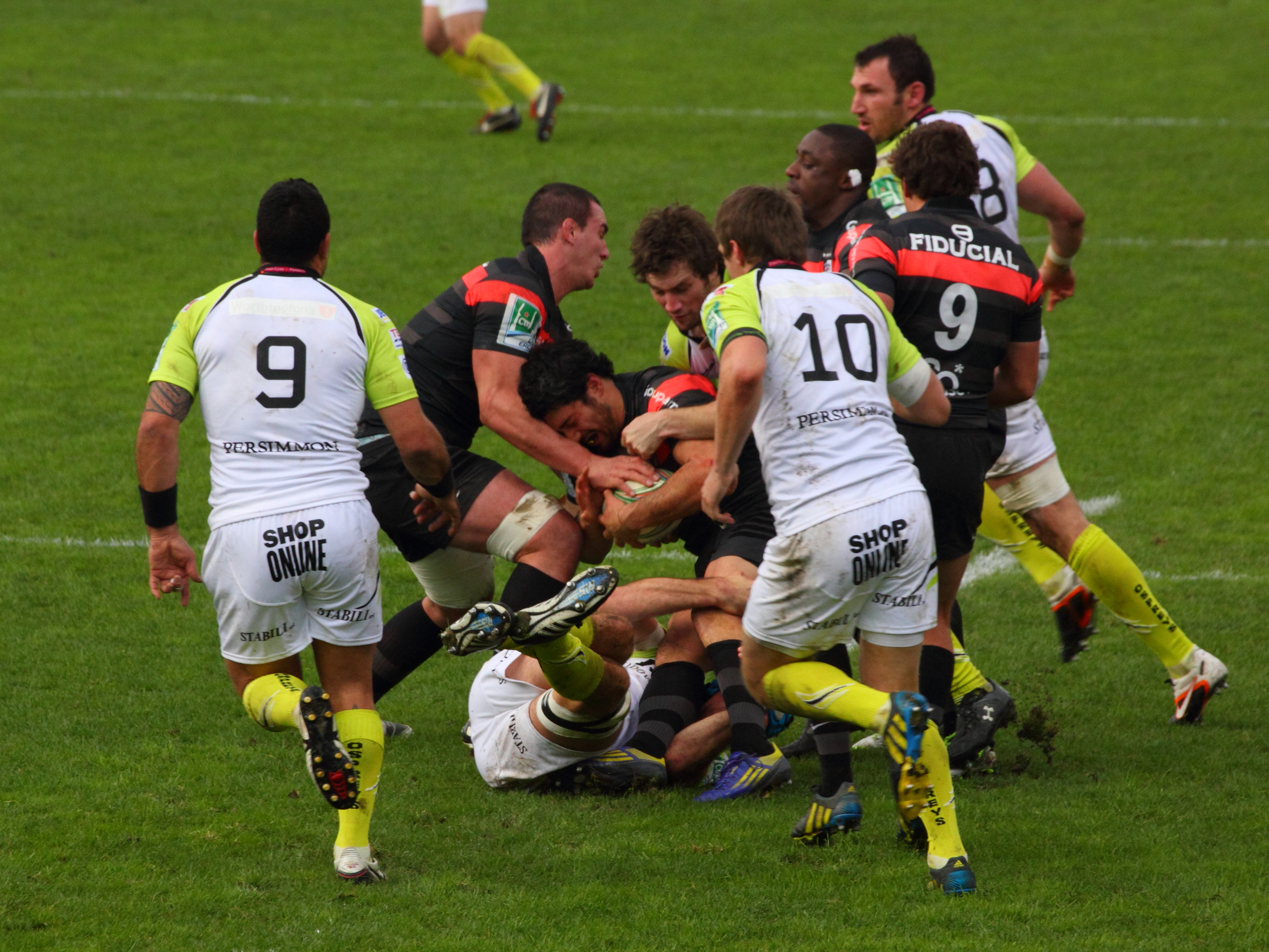
Dan Biggar v dresu číslo 10 na pozici útokové spojky

Domácím stadionem je Millennium Stadium v Cardiffu, který v roce 1999 nahradil Cardiff Arms Park. Deset bývalých velšských ragbistů bylo uvedeno do International Rugby Hall of Fame, tři byli uvedeni do IRB Hall of Fame.
Nejvyšší výhra byla 26. listopadu 2004 proti Japonsku 98:0, nejvyšší porážka zažil Wales 27. června 2008, kdy prohrál 13:96 s JAR.
K 10. lednu 2022 odehrál nejvíce zápasů Alun Wyn Jones (149) a nejvíce bodoval Neil Jenkins (1049 bodů).

## Mistrovství světa
| Rok  | Dějiště finálového zápasu | Umístění                             |
| ---- | ------------------------- | ------------------------------------ |
| 1987 | Nový Zéland               | Bronzová medaile                     |
| 1991 | Anglie                    | základní skupina                     |
| 1995 | Jižní Afrika              | základní skupina                     |
| 1999 | Wales                     | čtvrtfinále (prohra s Austrálii)     |
| 2003 | Austrálie                 | čtvrtfinále (prohra s Anglii)        |
| 2007 | Francie                   | základní skupina                     |
| 2011 | Nový Zéland               | 4. místo                             |
| 2015 | Anglie                    | čtvrtfinále (prohra s Jižní Afrikou) |
| 2019 | Japonsko                  | 4. místo                             |
| 2023 | Francie                   | čtvrtfinále (prohra s Argentinou)    |